# Taťána Golikovová
Taťána Alexejevna Golikovová (rusky Татьяна Алексеевна Голикова; * 9. února 1966, Mytišči) je ruská ekonomka a politička, od května 2018 místopředsedkyně vlády Ruské federace pro sociální politiku, práci, zdravotnictví a důchodové zabezpečení.
V letech 2007–2012 zastávala úřad ministryně zdravotnictví a sociálního rozvoje postupně ve čtyřech kabinetech premiérů Zubkova, Putina a Medveděva. Následně se mezi květnem 2012 až zářím 2013 stala poradkyní staronového ruského prezidenta Vladimira Putina v otázkách ekonomicko-sociální spolupráce se Společenstvím nezávislých států, Abcházií a Jižní Osetií. Od září 2013 do května 2018 působila jako předsedkyně Komory účetních Ruské federace.

## Vzdělání
V roce 1987 absolvovala obor ekonomika práce na Fakultě ekonomie Plechanovy ruské ekonomické univerzity v Moskvě.

## Politická kariéra

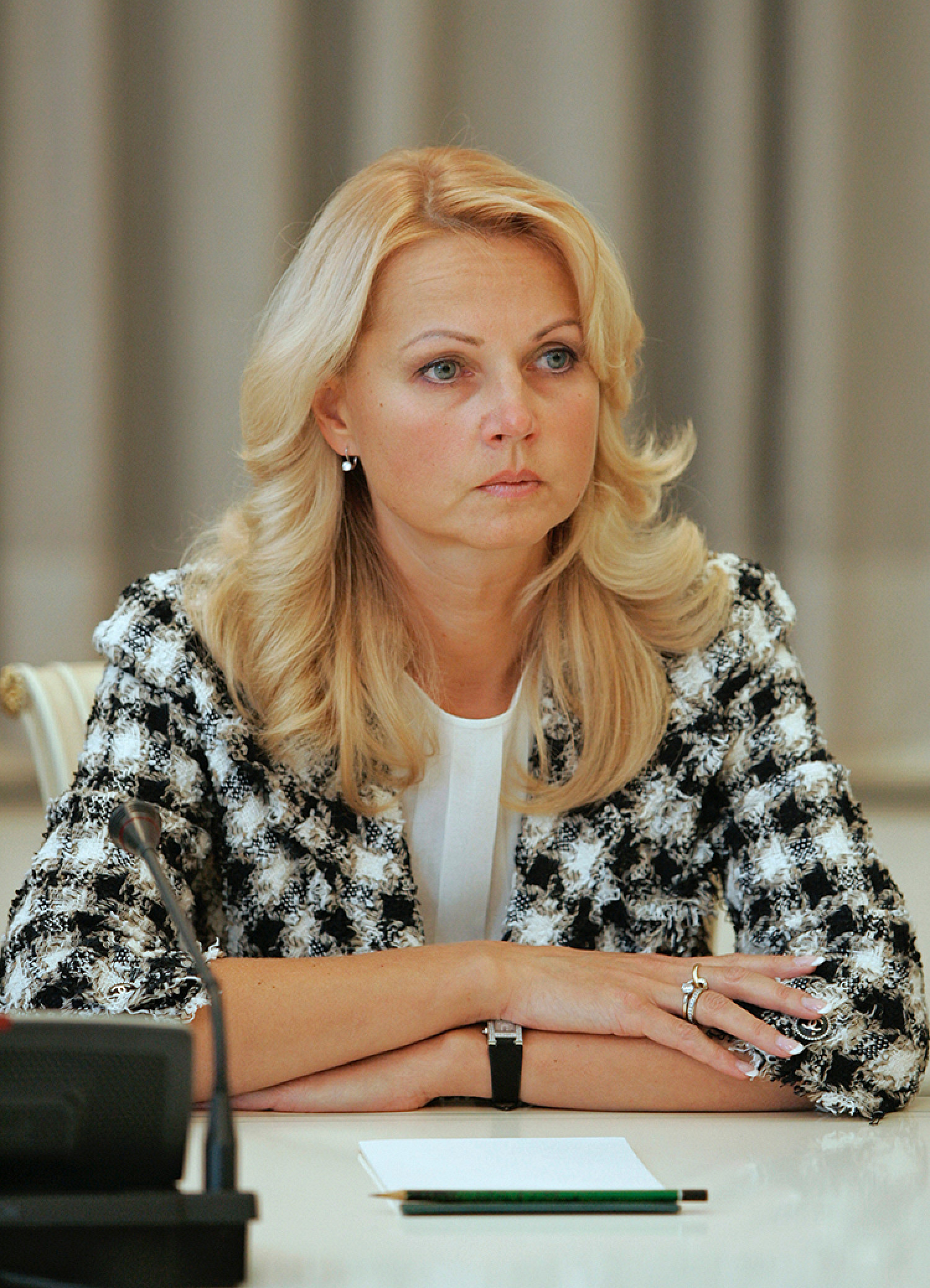
Taťána Golikovová, 2007

Na ruském ministerstvu financí působila v letech 1990–1992 jako ekonomka v úseku státního rozpočtu. Další tři roky vykonávala funkci hlavní ekonomky tohoto úseku, v období 1995–1998 se stala zástupkyní ředitele, než byla v dubnu 1998 jmenována ředitelkou úseku. O čtyři měsíce později přešla na pozici šéfky oddělení kontroly státního rozpočtu, kde setrvala do července 1999. Poté vykonávala funkci náměstkyně ministra financí až do roku 2007.
V září 2007 byla jmenována ministryní zdravotnictví a sociálního rozvoje na návrh ruského prezidenta Dmitrije Medveděva. Na této pozici zasedala postupně ve čtyřech vládách vedených premiéry Zubkovem (2007–2008, 2012), Putinem (2008–2012) a Medveděvem (2012).
Od května 2012 do září 2013 byla poradkyní ruského prezidenta Vladimira Putina v otázkách ekonomicko-sociální spolupráce.

## Soukromý život
V roce 2003 se vdala za ruského politika Viktora Borisoviče Christenka, v letech 2004–2012 ruského ministra průmyslu a obchodu. Pro oba se jednalo o druhý sňatek. Manželství je bezdětné.
Ve dvaceti dvou letech byla pokřtěna v rámci pravoslavné církve.

## Kritika
Média ji opakovaně obvinila z korupce především ve spojitosti s údajnými vazbami na firmu Pharmstandard, výrobce Arbidolu – antivirotika proti chřipce, doprovázeného širokou reklamní kampaní. Tato nařčení jí vynesla přezdívku „Madam Arbidol“.